# Lopang
Lopang is een bestuurslaag in het regentschap Lamongan van de provincie Oost-Java, Indonesië. Lopang telt 6471 inwoners (volkstelling 2010).